# Miguel Ángel Onzari
Miguel Ángel Onzari (6 de febrero de 1950, Buenos Aires, Argentina) es un exfutbolista argentino. Jugaba como guardameta.

## Trayectoria
Sus inicios futbolísticos fueron a los 11 años de edad en Huracán. Fue a Boca Juniors a los 16 años y de ahí pasó a Vélez Sarsfield a la quinta división.  Con 17 años fue suplente del meta  Marín, en el primer equipo. Su primer contrato profesional lo firmó en enero de 1972, y fue contratado por Colo-Colo. Al año siguiente vuelve a Vélez Sarsfield.

## Clubes
| Club                 | País      | Año       |
| -------------------- | --------- | --------- |
| Vélez Sársfield      | Argentina | 1971-1974 |
| → Colo-Colo (cedido) | Chile     | 1972      |
| Chacarita Juniors    | Argentina | 1975-1977 |
| Manta                | Ecuador   | 1978      |
| Emelec               | Ecuador   | 1979-1982 |

## Palmarés

### Campeonatos nacionales
| Título           | Club      | País    | Año  |
| ---------------- | --------- | ------- | ---- |
| Primera División | Colo Colo | Chile   | 1972 |
| Primera División | Emelec    | Ecuador | 1979 |